# L’Érable
L’Érable ist eine regionale Grafschaftsgemeinde (französisch municipalité régionale de comté, MRC) in der kanadischen Provinz Québec.
Sie liegt in der Verwaltungsregion Centre-du-Québec und besteht aus elf untergeordneten Verwaltungseinheiten (zwei Städte, sechs Gemeinden und drei Sprengel). Die MRC wurde am 1. Januar 1982 gegründet. Der Hauptort ist Plessisville. Die Einwohnerzahl beträgt 23.425 (Stand: 2016) und die Fläche 1.287,86 km², was einer Bevölkerungsdichte von 18,2 Einwohnern je km² entspricht.

## Gliederung
Stadt (ville)
- Plessisville
- Princeville

Gemeinde (municipalité)
- Inverness
- Laurierville
- Lyster
- Sainte-Sophie-d’Halifax
- Saint-Ferdinand
- Villeroy

Sprengel (municipalité de paroisse)
- Notre-Dame-de-Lourdes
- Plessisville
- Saint-Pierre-Baptiste

## Angrenzende MRC und vergleichbare Gebiete
- Lotbinière
- Les Appalaches
- Arthabaska
- Bécancour